# Scott Bairstow
Pour les articles homonymes, voir Bairstow.
Scott Bairstow, né Scott Hamilton Bairstow le 23 avril 1970 à Steinbach, est un acteur et musicien canadien.

## Biographie

### Les débuts
Né au Canada, Scott Bairstow est élevé par ses parents, Douglas et Diane Bairstow, tous deux musiciens professionnels. À l'âge de 10 ans, il apparaît pour la première fois à la télévision dans une émission canadienne pour la jeunesse appelée Let's Go. Plus tard, il déménage à New York et, à 17 ans, obtient un rôle dans le soap opera La Force du destin. Sa carrière d'acteur est enfin lancée. Au côté de Cybill Shepherd dans le téléfilm À la recherche de mon fils en 1993, il gagne en réputation après avoir joué avec Kevin Costner dans Postman en 1997. Mais dans les années 2000, Scott Bairstow délaisse le cinéma pour s'intéresser de près à plusieurs projets télévisuels.

### Une carrière au bord de la fin
Après avoir interprété le personnage de Ned Grayson depuis 1998 dans La Vie à cinq, il décroche un an plus tard le rôle principal de la nouvelle série Harsh Realm qui ne durera que le temps de neuf épisodes. Mais Bairstow ne laisse pas tomber. De 2001 à 2002, il retente sa chance à la télévision et devient Tyler Creed dans Wolf Lake, série télévisée qui ne durera elle aussi que le temps de neuf épisodes. Alors qu'il apparaît dans les deux derniers épisodes des Anges du bonheur, en 2003, Scott Bairstow va mettre un point final à sa carrière d'acteur.

### Affaire d'agression sexuelle
Marié à Marty Rich de 1994 à 2000, Scott Bairstow a eu deux enfants : Casey William (né en 1995) et Dalton (né en 1998). En mai 2003, l'acteur a été inculpé à Everett (Washington) pour avoir agressé sexuellement une jeune fille de 12 ans liée à son ex-femme, Marty Rich, qui a longtemps fermé les yeux sur ce qui s'était passé. En décembre 2003, Bairstow plaide coupable au fait qu'il y ait eu agression au second degré et intègre le plaidoyer d'Alford. Condamné à quatre mois de prison, dont une sous surveillance communautaire, il a aussi dû subir une évaluation sur ses comportements sexuels. De plus, alors qu'il lui est interdit de s'approcher de la jeune victime, il doit payer pour le soutien psychologique dont elle aurait éventuellement besoin.

### Un acteur devenu chanteur
Alors que sa carrière d'acteur est aujourd'hui entachée par l'affaire d'agression sexuelle, Scott Bairstow a décidé de se lancer dans la musique. Un album sorti en 2007 intitulé The Release Is Temporary, où il chante et joue de la guitare, montre son implication dans cette nouvelle discipline.

## Filmographie

### Au cinéma
- 1994 : Croc-Blanc 2 (White Fang 2: Myth of the White Wolf) de Ken Olin : Henry Casey
- 1997 : Black Circle Boys de Matthew Carnahan : Kyle Sullivan
- 1997 : Wild America de William Dear : Marty Stouffer Jr
- 1997 : Postman (The Postman) de Kevin Costner : Luke
- 1999 : Delivered de Guy Ferland : Canyon
- 2002 : Dead in the Water de Gustavo Lipsztein : Danny
- 2002 : New Best Friend de Zoe Clarke-Williams : Trevor
- 2002 : Tuck Everlasting de Jay Russell : Miles Tuck
- 2003 : The Bone Snatcher de Jason Wulfsohn : Dr Zack Straker

### À la télévision

#### Séries télévisées
- 1994 : X-Files : Aux frontières du réel (The X-Files), épisode L'Église des miracles (Miracle Man) (1-18) : Samuel Hartley
- 1994 – 1995 : Lonesome Dove (Lonesome Dove: The Series), 21 épisodes : Newt Call
- 1995 – 1996 : Lonesome Dove: The Outlaw Years, 22 épisodes : Newt Call
- 1997 : Oddville, MTV, épisode datant du 23 juillet 1997
- 1998 : Significant Others, 6 épisodes : Henry Callaway
- 1998 – 2000 : La Vie à cinq (Party of Five), 20 épisodes : Ned Grayson
- 1999 – 2000 : Harsh Realm, 9 épisodes : le lieutenant Thomas Hobbes
- 2001 – 2002 : Wolf Lake, 9 épisodes : Tyler Creed
- 2002 : La Treizième Dimension (The Twilight Zone), épisode La Traque (Hunted) (1-18) : Le lieutenant Jeffrey Freed
- 2003 : Les Anges du bonheur (Touched by an Angel), 2 épisodes : Zack

#### Téléfilms
- 1993 : À la recherche de mon fils (There Was a Little Boy) de Mimi Leder : Jesse
- 1993 : Country Estates de Donald Petrie : Oliver
- 1997 : Prise d'otage sanglante (en) (Killing Mr. Griffin) de Jack Bender : Mark Kinney
- 1998 : Two for Texas de Rod Hardy : Son Holland
- 1999 : Au fil de la vie (My Last Love) de Michael Schultz : Micheal Blake
- 2001 : Silicon Follies de Betty Thomas
- 2001 : Semper Fi de Michael W. Watkins : Cliff Truckee
- 2006 : Android Apocalypse de Paul Ziller : Jute